# مارت پیوس
مارت پیوس (استونیایی: Märt Pius؛ زادهٔ ۴ فوریهٔ ۱۹۸۹) بازیگر اهل استونی است.
از فیلم‌هایی که وی در آن نقش داشته‌است، می‌توان به ۱۹۴۴ و اومرتا ۶/۱۲ اشاره کرد.